# 江沼神社
江沼神社（えぬまじんじゃ）は、石川県加賀市大聖寺八間道55（大聖寺片原町）にある神社。旧社格は県社。境内の北側には旧大聖寺川が流れており、境内の南側には加賀市立錦城小学校がある。

## 祭神
- 前田利治[2][3]
- 菅原道真[2][3]

## 歴史

### 近世
江戸時代初期の寛永16年（1639年）、加賀藩2代目藩主である前田利常の時代に加賀藩の支藩として大聖寺藩が立藩された。宝永元年（1704年）4月、大聖寺藩3代藩主である前田利直は大聖寺藩の陣屋内に、前田家の遠祖である菅原道真の霊を祀る天満天神社を建立した。これが江沼神社の創始とされる。なお、前田利直は陣屋内に長流亭も建てており、こちらは後に重要文化財に指定されている。

### 近代

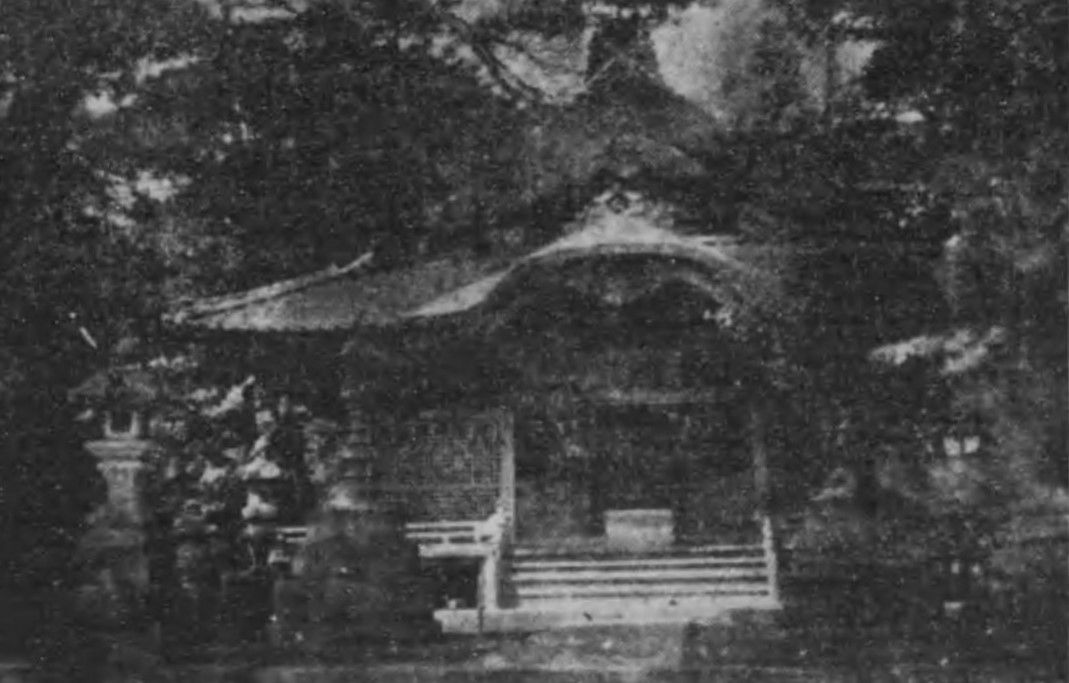
1925年の江沼神社

明治維新期の廃藩の際、天満天神社は那谷寺の境内に遷座した。天満天神社とは別に松嶋社があったが、1873年（明治6年）10月には松嶋神社に改称し、1874年（明治7年）11月には藩祖である前田利治を祭神とした。1875年（明治8年）5月には社殿を改築した。
1877年（明治10年）2月には松嶋神社が江沼神社と改称、同年9月には近代社格制度における郷社に昇格した。1879年（明治12年）には江沼神社が那谷寺の天満天神社を合祀し、1883年（明治16年）6月には県社に昇格した。1908年（明治41年）4月8日、神饌幣帛料供進神社に指定された。
1919年（大正8年）6月8日、有栖川宮妃威仁親王妃慰子の参拝を受けた。1934年（昭和9年）9月9日に発生した大聖寺大火では、江沼神社や大聖寺小学校（現・加賀市立錦城小学校）の建物も焼失したとされる。

## 境内
- 拝殿 - 入母屋造。
- 幣殿
- 本殿 - 流造。
- 手水舎
- 社務所
- 神庫
- 鳥居
- 長流亭 - 重要文化財。

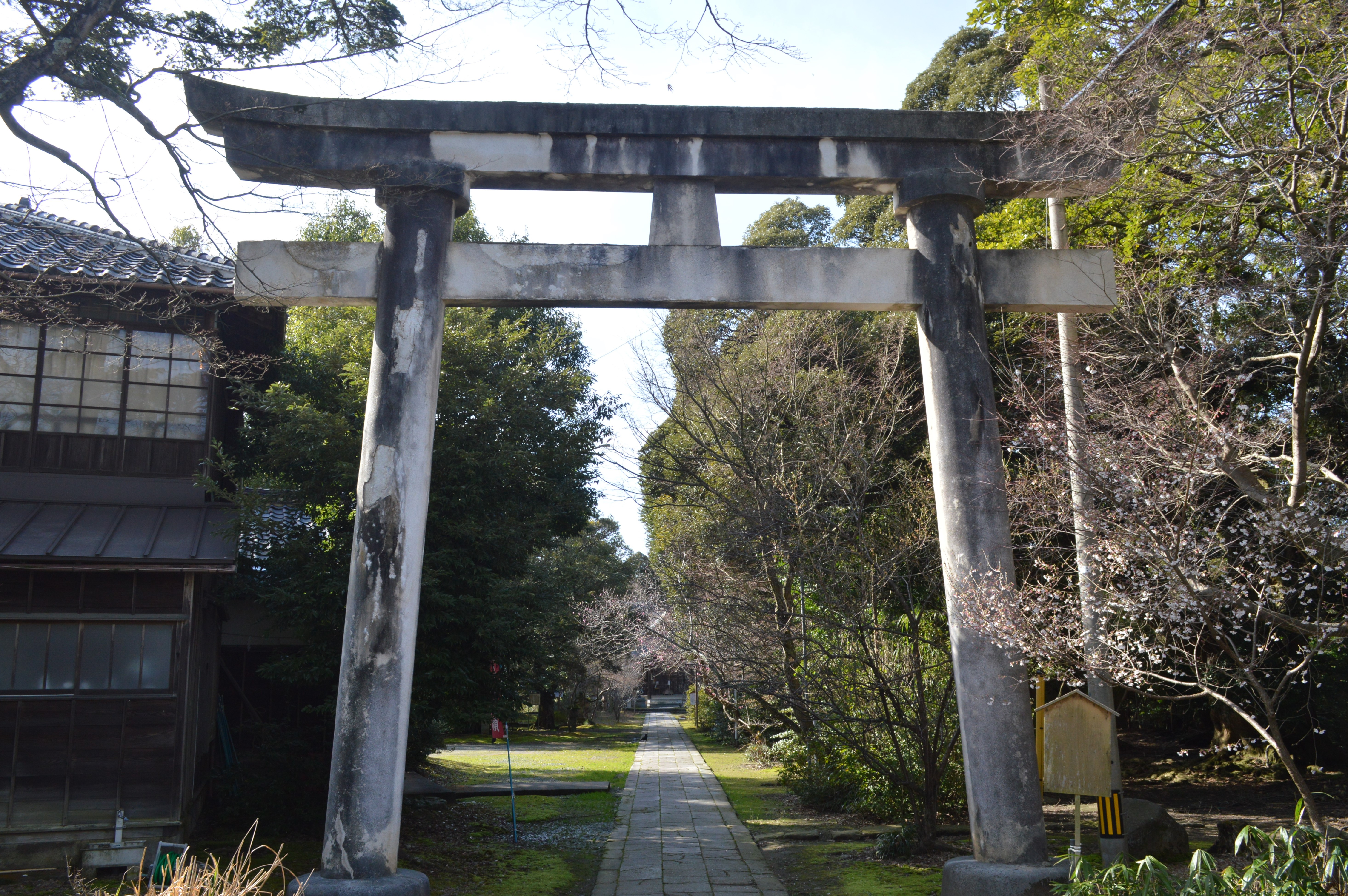
鳥居

- 梅花庵（公均の間） - 江戸時代竣工。1966年（昭和41年）移築。登録有形文化財。
- 竹涇館 - 第14代藩主の居館。1900年（明治33年）竣工。1966年（昭和41年）頃移築。登録有形文化財。
- 庭園（旧大聖寺藩邸庭園） - 加賀市指定名勝。
- 深田久弥文学碑 - 大聖寺町出身の随筆家・登山家である深田久弥の文学碑。死去から3年後の1974年（昭和49年）4月21日、有志らによって建立された[5]。

## 文化財

### 重要文化財

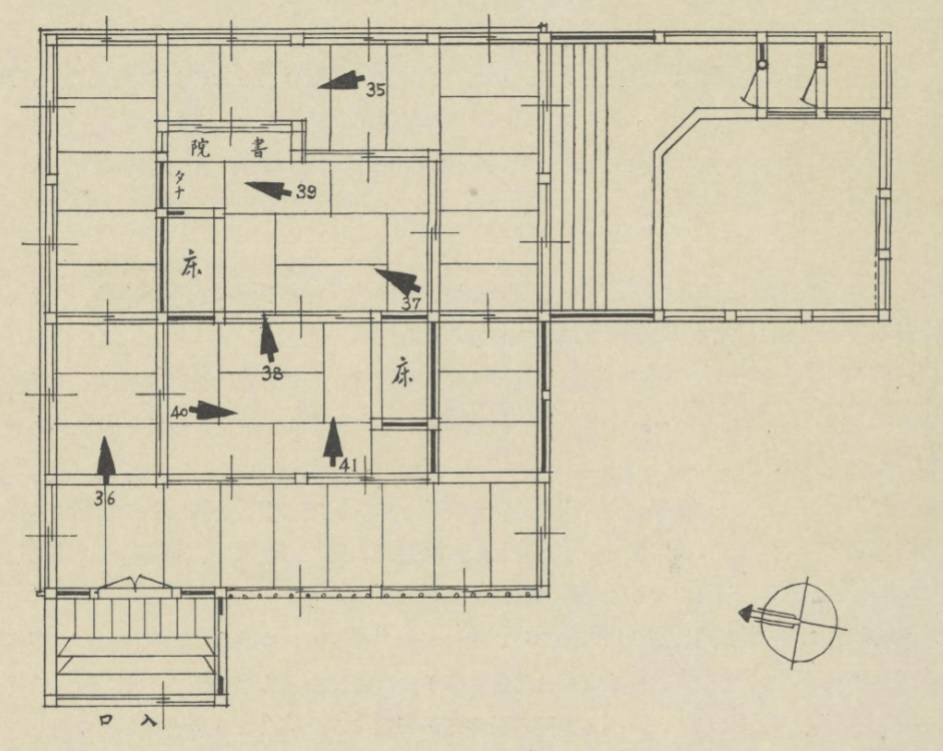
長流亭の平面図

- 江沼神社長流亭
  - 宝永6年（1709年）11月2日、大聖寺藩3代藩主である前田利直によって大聖寺藩の陣屋内に長流亭が建てられた[6]。名称は前田利直の雅号に因んでいる。1934年（昭和9年）1月30日には国宝（旧国宝）に指定され[7][8]、1950年（昭和25年）8月29日の文化財保護法施行によって、同日に重要文化財に指定（国宝から移行）された[8]。1977年（昭和52年）7月以降には屋根の葺き替えが行われた[8]。
  - 桁行5間半、梁間4間半[6]。屋根は杮葺きの寄棟造[6]。屋根の勾配は緩やかであり、四隅は軽く反らされている[6]。隅鬼が石造であるのが珍しいとされる[6]。いずれも6畳半の表の間と次の間からなり、その周囲に幅1間の入側がある[6]。旧大聖寺川に面する境内の片隅にあり、かつては川端御亭（かわばたおちん）と呼ばれた[8][6]。小堀遠州の死後60年以上経ってから建てられた茶室であるが、茶人・作庭家の小堀遠州は大聖寺藩主とも交流があり、長流亭は小堀遠州ゆかりの建物とされる。

### 市指定文化財
- 能面（猩々、孫次郎、翁）

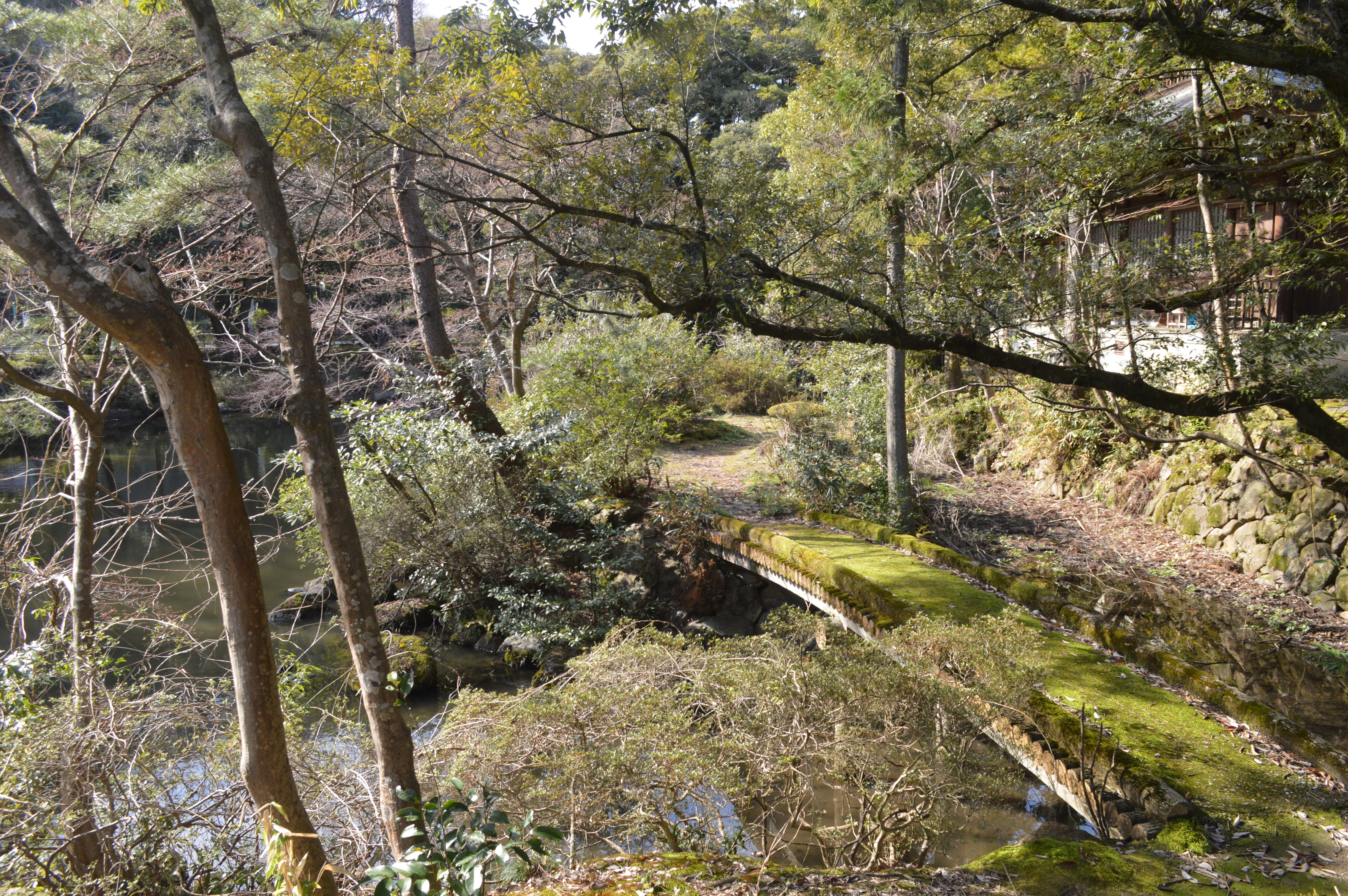
江沼神社庭園

  - 1959年（昭和34年）7月13日に加賀市指定文化財（工芸品）に指定された[9]。
- 能衣装（松竹模様長絹、鷺模様唐織、扇面模様唐織）
  - 1959年（昭和34年）7月13日に加賀市指定文化財（工芸品）に指定された[9]。
- 江沼神社庭園（旧大聖寺藩邸庭園）
  - もとは大聖寺藩の3代藩主である前田利直邸に作庭された池泉回遊式庭園である。池（ひさご池）、中島、八つ橋、湧泉などを有し、作庭に当たっては兼六園の影響があったとされている。1960年（昭和35年）10月7日に加賀市指定文化財（名勝）に指定された[9]。
- 大聖寺藩邸河道跡及び北面石垣
  - 2011年（平成23年）12月21日に加賀市指定文化財（史跡）に指定された[9]。

### 登録有形文化財
- 江沼神社梅花庵（公均の間）
  - 江戸時代竣工[10]。1966年（昭和41年）移築[10]。境内の北西部にある[10]。2008年（平成20年）4月18日に登録有形文化財に登録された[10]。
- 江沼神社竹涇館
  - 第14代藩主の居館として1900年（明治33年）竣工[11]。1966年（昭和41年）頃移築[11]。境内の入口付近にある[11]。2008年（平成20年）4月18日に登録有形文化財に登録された[11]。

## 兼務神社
江沼神社の現在の宮司は熊田亮である。熊田亮は多数の神社の宮司を兼務している。
- 上木菅原神社（加賀市大聖寺上木町）
- 稲荷神社（加賀市大聖寺荻生町）
- 大原神社（加賀市大聖寺永町）
- 神明神社（加賀市上河崎町）
- 河崎上神社（加賀市上河崎町）
- 白山神社（加賀市黒瀬町）
- 白山神社（加賀市荒木町）
- 出水神社（加賀市橋立町）
- 白山神社（加賀市吉崎町）
- 多知波那神社（加賀市橘町）
- 河崎下神社（加賀市下河崎町）